# Mario's Cement Factory

## Gameplay
Mario's Cement Factory is een spel waarin Mario twee cementwagens moet vullen. In de oude versie voor de Game & Watch en DSiWare moet Mario het voor twee gewone mensen doen en in de moderne versie voor de 3DS moet Mario het voor Toad en Yoshi doen.
Bij de Game & Watch en DSiWare versie ziet Mario er heel anders uit dan de moderne versie. Het is ook een minigame in Game & Watch Gallery 4 (Game & Watch Gallery Advance in Australië.